# Moritz av Sachsen-Altenburg
Moritz av Sachsen-Altenburg, född 24 oktober 1829 i Eisenberg, död 13 maj 1907 i Arco i Österrike-Ungern, var en prins av Sachsen-Altnburg.

## Biografi
Moritz var son till hertig Georg av Sachsen-Altenburg och Maria av Mecklenburg-Schwerin. 
Han gifte sig 1862 i Meiningen med Augusta av Sachsen-Meiningen (1843–1919).

### Barn
- Marie Anne (1864–1918), gift med Georg av Schaumburg-Lippe
- Elisabeth av Sachsen-Altenburg (1865–1927), gift med storfurst Konstantin Konstantinovitj av Ryssland (1858–1915)
- Margarethe Marie Agnes (1867–1882)
- Ernst II av Sachsen-Altenburg (1871–1955), gift med 1:o Adelheid av Schaumburg-Lippe (skilda 1920), gift 2:o med Maria Triebel
- Luise Charlotte (1873–1953), gift med Edvard av Anhalt (skilda 1918)